# Fuad Alakbarov
Fuad Alakbarov (en azerí: Fuad Cəbrayıl oğlu Ələkbərov; en inglés: Fuad Alakbarov; nacida en Bakú, RSS de Azerbaiyán, 22 de noviembre de 1988) es un activista político y defensor de los derechos humanos. Conocido principalmente por su trabajo con refugiados en defensa de los derechos humanos, y por sus campañas contra el racismo y la pobreza.